# Astreopora moretonensis
Astreopora moretonensis är en korallart som beskrevs av Veron och Wallace 1984. Astreopora moretonensis ingår i släktet Astreopora och familjen Acroporidae. IUCN kategoriserar arten globalt som sårbar. Inga underarter finns listade i Catalogue of Life.